# Anton Reindl
Anton Reindl (* 18. Dezember 1903 in Itzling; † 8. Juli 1943 in der JVA München-Stadelheim) war ein österreichischer kommunistischer Widerstandskämpfer.

## Leben

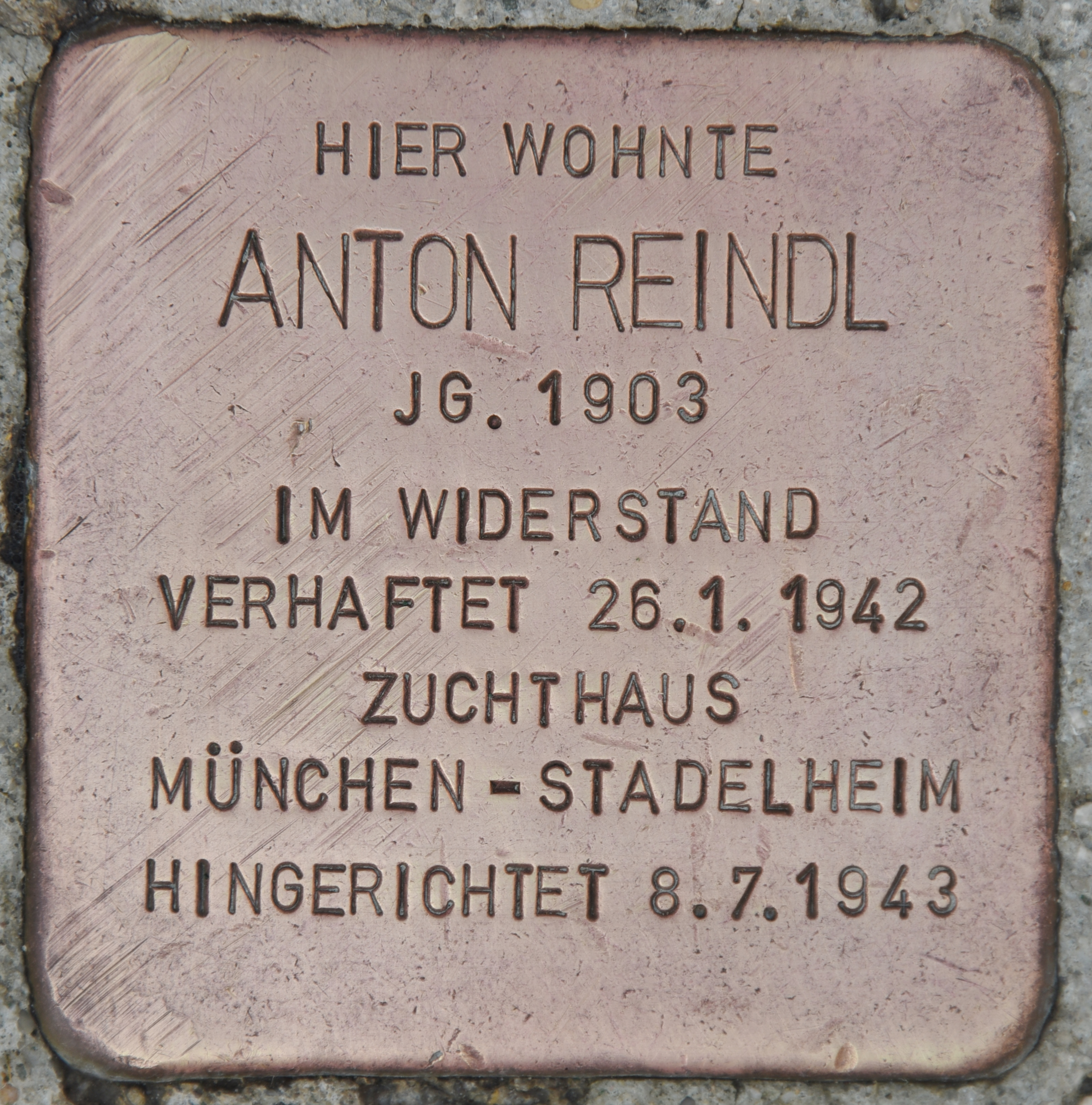
Stolperstein für Anton Reindl in der Kreuzstraße 9 in Salzburg-Itzling

Reindl war Monteur beim Telegrafenbauamt in Salzburg, wurde nach der Einberufung von Franz Ofner, dem Gründer des illegalen kommunistischen Widerstandes gegen das NS-Regime im Land Salzburg, dessen Nachfolger als Organisator, Hauptkassierer und Leiter der Ortsgruppen und Zellen der KPÖ. Diese sammelten Gelder zur Unterstützung hilfsbedürftiger  Familien, führten antifaschistische Schulungen durch und verteilten Flugblätter. Er war mit Anna Reindl geborene Hofer verheiratet; die ab 1940 eine illegale kommunistische Frauengruppe der KPÖ leitete, zu der auch Rosa Hofmann gehörte. Die Gruppe traf sich unter anderem in der Wohnung des Ehepaares Reindl. Ihr gemeinsamer Sohn Anton wurde am 5. August 1927 in Salzburg geboren.
Anfang 1942 wurden alle sozialistischen und kommunistischen Widerstandsgruppen im Raum Salzburg durch den aus Bayern stammenden Gestapo-Spitzel Josef Kirschner unterwandert und enttarnt. Anton Reindl wurde am 26. Januar 1942 verhaftet, am 6. April 1943 zusammen mit seinen Genossen Heinrich Auer, Karl Schallmoser und Anton Schubert vom 6. Senat des Volksgerichtshofes unter Vorsitz von Walter Hartmann im Schwurgerichtssaal des Landesgerichts Salzburg wegen „Zersetzung der deutschen Wehrkraft in Verbindung mit landesverräterischer Begünstigung des Feindes und Vorbereitung zum Hochverrat“ zum Tode verurteilt und am 8. Juli 1943 im Gefängnis München-Stadelheim hingerichtet.
Seine Ehefrau Anna Reindl wurde ebenfalls am 26. Januar 1942 verhaftet und im März 1942 zusammen mit sechs anderen Mitgliedern der Frauengruppe ohne Gerichtsverfahren vom Polizeigefängnis in Salzburg in das KZ Auschwitz deportiert, wo sie an Ruhr und Typhus verstarb. 
Ihr Sohn Anton versuchte ins Ausland zu fliehen, wurde an der Schweizer Grenze verhaftet, in Salzburg unter die Vormundschaft des Stadtjugendamtes gestellt und in die Staatserziehungsanstalt Rebhof in Bayern eingeliefert: Er konnte bei der Überstellung fliehen, wurde aber am 8. oder 11. Mai 1944 in das Jugend-KZ Moringen deportiert, nach dessen Befreiung am 9. April 1945 kehrte er nach Salzburg zurück und starb hier 1979.

## Gedenken
1988 schlug das antifaschistischen Personenkomitee vor, eine Straße in Salzburg nach dem Ehepaar Reindl zu benennen, was aber nicht mehr weiter verfolgt wurde. 
Dem Ehepaar Reindl und anderen Todesopfern von Nationalsozialismus und Faschismus ist im Bezirk Ried im Innkreis der Lern- und Gedenkort Charlotte-Taitl-Haus gewidmet. 
Am 7. Juli 2011  wurde zum Andenken an Anton Reindl in der Kreuzstraße 9 im Salzburger Stadtteil Itzling ein Stolperstein verlegt.